# 벨기에-룩셈부르크 대대
벨기에-룩셈부르크 대대(영어: Belgian Volunteer Corps for Korea, BUNC)는 6·25 전쟁 당시 유엔군의 일원으로 대한민국을 지원하기 위해 파병된 파병부대로 벨기에 대대에 룩셈부르크 소대가 배속되었다. 1951년 부산에 도착한 이후에 1955년 8월까지 대한민국에서 임무를 수행했다.

## 참전 배경
1950년 6월 27일 유엔안전보장이사회에서 결의된 '한국에 대한 군사원조'에 16개국이 전투부대를 파견했으며, 그 가운데 벨기에가 포함되어 있었다.
당시 벨기에는 제 1,2차 세계대전을 겪고난 뒤 1949년 중립을 포기하고 NATO에 에 가입하였다. 6·25전쟁이 발발했을때도 자국의 방위를 미국에 의지하고 군대가 창설단계에 머물러 있었다. 1950년 7월 14일, 벨기에는 유엔과 미국으로부터 재차 참전 종용을 받아 7월 22일 지원병을 모집한 후 상황이 비슷하던 룩셈부르크와 통합된 부대를 편성하여 파병을 결정하였다.
현역은 물론 예비역과 레지스탕스 출신 등 여러계층에서 2000여명이 지원하였고 그 중 700명을 선발하여 벨기에대대를 창설하였다. 장교와 부사관들은 9월 18일부터 데임(Marche-les-Dames) 병영에서, 사병들은 10월 2일부터 레오폴드 병영에서 선발했다. 이들 가운데는 전 상원의원이자 국방부장관인 믈랑(Moreau de Melon)예비역 소령도 끼어있었다.

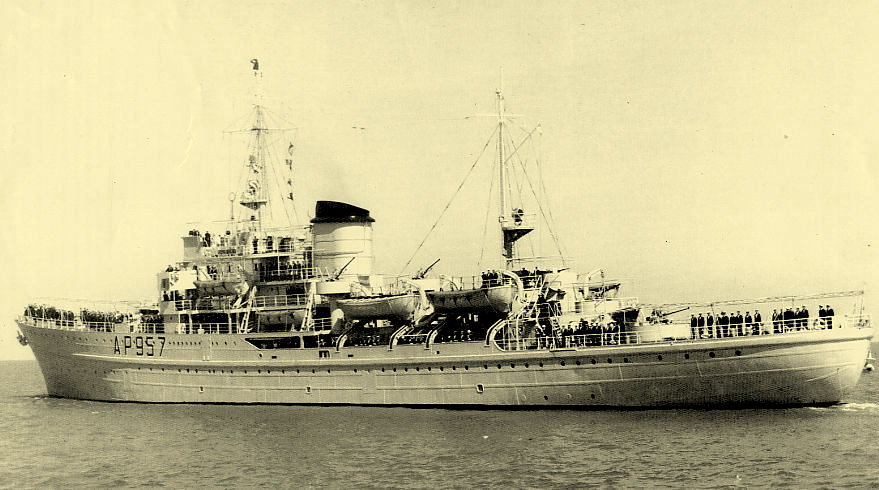
영국수송선 카미나호

편성을 완료한 벨기에대대는 한국의 산악지형과 유사한 곳에서 1개월간 훈련을 실시한 후 포병학교에서 포병전술과 전기를 익혔다. 1950년 12월 18일 영국 수송선 카미나(Kamina)호에 승선하여 한국을 향해 앙베르(Anvers)항을 출발하였다. 1951년 1월 31일 부산항에 도착하고 유엔군수용대에서 6주간 현지적응훈련과 병참선 경계임무를 수행한 후 3월 6일 미 제3사단에 배속되었다.

## 벨기에의 지원병력 편성
벨기에대대는 3개 소총중대, 1개 화기중대, 대대본부 및 본부중대 등 삼각편제로 편성되었다. 화기중대는 1개 기관총소대(30미리, 1/4톤 정찰대 포함), 1개 박격포소대(3인치 박격포), 1개 대전차소대(3.5인치 로켓) 및 1개 공병소대로 편성되었다.
참전기간 동안 벨기에의 병력 파견은 약 600~900명 선을 유지하였다. 기간 중 장교 199명과 부사관 516명, 병사 2873명 등 연인원 3498명을 한국전선에 파견하였다.
벨기에 대대는 여러 전투 및 작전을 수행하는 과정에서 99명이 전사하고 336명이 부상을 당했으며, 4명이 실종되고 1명이 포로가 되는 인명피해가 발생하였다. 대대는 한국과 미국대통령의 부대표창을 비롯해 태극 및 을지무공훈장 등 56개의 대한민국 무공훈장과 미국 동성 십자훈장 24개 등을 수여받았다.
| 참전연인원 | 전사/사망 | 부상  | 실종 | 포로 |
| ---------- | --------- | ----- | ---- | ---- |
| 3,498명    | 99명      | 336명 | 4명  | 1명  |

벨기에대대의 주요지휘관은 초대 대대장인 크라하이(B. E. M. Crahay) 중령을 비롯하여 비바리오(Vivario G.)중령과 보다르(Bodart) 중령, 그리고 룩셈부르크 소대장 와그너(Josep Wagner) 중위 등이었다.
| 계급 | 성명            | 참전기간            |
| ---- | --------------- | ------------------- |
| 중령 | B. E. M. Crahay | 1950. 9.~1951. 4.   |
| 소령 | Vivario, G      | 1951. 4.~1951. 7.   |
| 중령 | B. E. M. Crahay | 1951. 7.~1951. 9.   |
| 소령 | Vivario, G      | 1951. 9~1951. 10.   |
| 중령 | B. E. M. Crahay | 1951. 10.~1951. 11. |
| 중령 | Cools           | 1951. 11.~1952. 2.  |
| 중령 | Vivario, G      | 1952. 2.~1952. 12.  |
| 중령 | Gathy           | 1952. 12.~1953. 1.  |
| 중령 | Vivario, G      | 1953. 1.~1953. 2.   |
| 중령 | Gathy           | 1953. 2.~1953. 7.   |
| 소령 | Bodart          | 1953. 7.~1953. 8.   |
| 소령 | Brichant        | 1953. 8.~1953. 9.   |
| 중령 | Bodart          | 1953. 9.~1953. 12.  |
| 소령 | Brichant        | 1953. 12.~1954. 2.  |
| 소령 | Pirlot          | 1954. 2.~1955. 8.   |

## 주요 전투

### 한강선 진출
한강선 일대에서 일어난 전투에서 1951년 3월 6일부터 3월 21일까지 미 제3사단 제15연대에 배속되어 노량진-천호동 일대에서 한국군 제1사단과 양동작전을 펼쳐 미 제25사단의 도하 작전을 지원토록 했다.
왜관지구에서 대유격작전과 부대 훈련을 끝마친 벨기에 대대는 3월 6일 소총중대는 열차편으로, 화기중대와 본부는 차량 편으로 왜관을 출발하여 3월 7일 정오에 수원에 도착하였고, 3월 9일 미 제15연대의 우일선인 제1대대의 진지를 인수하여 한강을 사이에 두고 적과 대치하였다. 대대의 우측은 미 제7연대의 필리핀군 대대, 좌측은 미 제15연대의 중앙인 제2대대가 각각 진지를 점령하고 있었다. 주방어선은 말죽거리 북단을 연하는 선이었으며 각종 장애물을 설치하고 미 제15연대로부터 전차중대를 지원받아 방어를 보강했다.
전쟁이 장기화되면서 중공중앙군사위원회(CCP Central Military Committee)는 3교대 작전이라는 새로운 작전교대주기를 마련하였다. 크게 3개의 지원군으로 나누어 임무를 교대하는 형식이었다. 제2번 지원군은 3월 중순부터 4월 상순까지 38도선 부근에 도착해 임무를 교대했다. 1951년 4월 중순에 이르러 한반도에 배치된 중공군은 총병력이 95만 명에 달했다. 중공군은 이 병력으로 마지막 총공세를 준비하고 있었다.

### 설마리 전투
설마리 전투는 영연방 제29여단에 배속되어 임진강 북방 금굴산을 방어하던 벨기에 · 룩셈부르크대대가 1951년 4월 22일부터 25일까지 중공군 제188사단의 공격을 격퇴하고 고지를 고수한 방어전투이다.
영국군 제29여단에 배속된 대대는 4월 19일 얼스터대대의 임진강 북쪽 금굴산 지역을 인수하여 여단의 전초부대가 되었다. 당시 대대가 인수한 금굴산 지역은 임진강변을 따라 배치된 영군국 제29여단 지역을 감제할 수 있을 뿐만 아니라 우인접에서 임진강 동쪽의 진상리 일대에 배치된 미 제3사단의 좌측방을 엄후할 수 있어 전술적으로 중요한 감제고지였다. 그럼에도 유일한 통로가 임진강과 한탄강에 설치된 교량을 통과해야 함으로 적의 공격에 고립될 위험도 안고 있었다.
4월 22일부터 중공군의 춘계공세가 시작될 것이라는 첩보가 있어 여단장이 각 대대에게 전투정찰대를 적진 깊숙이 파견토록 명령했고, 미 제3사단장은 주간에는 은폐하고 야간에 수색활동을 강화하라 지시했다.

### 학당리 전투
학당리 전투는 미 제3사단에 배속되어 철원과 평강 사이의 학당리 388고지에서 전초임무를 수행하던 벨기에 · 룩셈부르크대대가 1951년 10월 11일부터 13일까지 중공군 제78사단의 2차에 걸친 야간공격을 격퇴한 방어전투이다.
벨룩스대대는 미 제1군단으로부터 미식 장비를 보급 받고 미 제3사단의 지원 하에 미식 교육훈련을 받아 새로운 대대로 변모하였다. 10월 7일 대대는 미 제3사단 제15연대에 배속되어 율지리(학당저수지 서북쪽 3km)로 이동하였다. 이 무렵 제15연대는 제임스타운(Jamestown)선으로 진출하기 위해 철원 서쪽 324고지(악어고지)를 공격하고 있었다. 대대는 10월 10일 11:40분 388고지에 도착해 배치를 완료하고 전방 기슭에 청음초를 설치, 고지 주변을 수색했다. 이때 388고지는 각종 지뢰와 전술 철조망이 설치되어 있을 뿐만 아니라 고지 주변에는 강력한 탄막지대도 계획되어 있었다. 하지만 북쪽의 발이봉과 동쪽 서방산의 중공군으로부터 감제되고 있어 방어에는 불리한 지형이었다.

### 잣골지구 전투
잣골지구 전투는 미 제3사단에 배속되어 김화 서북방 5km 지점 잣골에서 주저항선 방어임무를 수행하던 벨기에 · 룩셈부르크대대가 1953년 2월 26일부터 4월 21일까지 중공군 제70사단의 공격을 격퇴한 방어전투이다.
대대가 배치된 잣골은 중공군의 강력한 방어거점인 오성산에서 남서쪽으로 뻗어 내린 능선 하단에 위치하고 있어 대대도 강력한 방어진지를 편성하였다. 중공군도 C중대 전초인 카롤(Carol) 진지에서 350m 떨어진 400고지에 소대규모의 전초를 설치하고 중대 활동을 감제하고 있었다.

## 같이 보기
- 6.25 전쟁 유엔군 파병 국가
- 6.25 전쟁 의료지원 국가

## 참고 문헌
- 《벨기에 · 룩셈부르크군 6·25전쟁 참전사》. 국가보훈처. 2011년 6월.
- The History of the UN Forces in the Korean War-3 (Belgium, Colombia, France, Greece, Luxembourg, Netherlands, Denmark, Italy, Norway, Sweden) - ROK Ministry of National Defense Institute for Military History, 1974 (E-BOOK) 보관됨 2023-07-09 - 웨이백 머신
- The History of the UN Forces in the Korean War-3 (Belgium, Colombia, France, Greece, Luxembourg, Netherlands, Denmark, Italy, Norway, Sweden) - ROK Ministry of National Defense Institute for Military History, 1974 (PDF) 보관됨 2023-06-05 - 웨이백 머신
- The History of the UN Forces in the Korean War-6 (Summary) - ROK Ministry of National Defense Institute for Military History, 1977 (E-BOOK) 보관됨 2023-07-09 - 웨이백 머신
- The History of the UN Forces in the Korean War-6 (Summary) - ROK Ministry of National Defense Institute for Military History, 1977 (PDF) 보관됨 2023-06-28 - 웨이백 머신